# Markus Berger
Markus Berger, mais conhecido por Berger (Salzburgo, 21 de Janeiro de 1985) é um futebolista austríaco que joga habitualmente na defesa.
Jogou na Associação Académica de Coimbra, na primeira liga (bwinLiga) portuguesa, desde a época 2007-2008.
No início de 2009 após algumas divergências com então treinador, Domingos Paciência, foi anunciado o seu empréstimo ao Hibernian, do campeonato escocês, mas alguns dias depois o mesmo, foi anunciado que falhara, por várias divergâncias, voltando assim ao plantel da Académica.